# Cyganeria (opera Giacoma Pucciniego)
Cyganeria (wł. La Bohème) – opera w czterech aktach Giacoma Pucciniego z 1896 roku na podstawie powieści Sceny z życia cyganerii Henriego Murgera. Autorami włoskiego libretta są Luigi Illica i Giuseppe Giacosa. Jest pierwszą z trzech najbardziej znanych oper Pucciniego. Podczas pracy nad dziełem kompozytor pokłócił się z Ruggerem Leoncavallem, który pracował nad swoją wersją adaptacji utworu Murgera.
Akcja rozgrywa się w Paryżu około 1830 roku. Opera ukazuje obrazy z życia francuskiej cyganerii artystycznej w epoce balzakowskiej. Głównymi bohaterami są hafciarka Mimì i grupa znajomych artystów. Pod koniec pierwszego aktu jeden z nich wykonuje arię Che gelida manina.
Światowe prawykonanie Cyganerii odbyło się w Turynie 1 lutego 1896 roku w Teatro Regio pod dyrekcją Artura Toscaniniego. Początkowo opera spotkała się z negatywnym odbiorem w prasie, niemniej jednak odniosła sukces komercyjny. Cyganeria jest stałą częścią włoskiego repertuaru operowego i jest jedną z najczęściej wystawianych oper na świecie. Opera była wielokrotnie ekranizowana. Bohaterów na przestrzeni lat grali m.in. John Gilbert, Lillian Gish, Montserrat Caballé, Luciano Pavarotti i Anna Netrebko.

## Historia powstania dzieła
W 1893 Puccini wydał operę Manon Lescaut, pierwszą, która odniosła duży sukces. Kilka tygodni po prapremierze Puccini przeczytał powieść Sceny z życia cyganerii Henriego Murgera i zdecydował, że będzie podstawą jego kolejnej opery. Jego wydawca, Giulio Ricordi, odradzał mu to z uwagi na epizodyczny styl książki, który ciężko przenieść na scenę. W trakcie prac nad swoimi operami Puccini często jeździł do miast, w których miała toczyć się akcja, np. do Rzymu w trakcie komponowania Toski. W przypadku Cyganerii autor tego nie zrobił, a sam Paryż odwiedził dopiero w drodze powrotnej z premiery w Manchesterze w 1897 roku, rok po prapremierze.

### Libretto

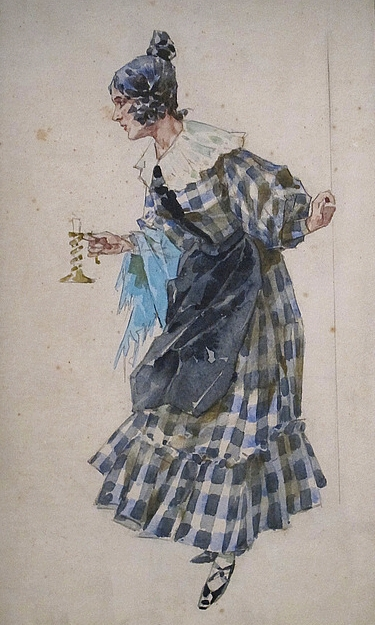
Projekt kostiumu Mimì na premierę (1896)

Za libretto odpowiedzialni byli Giuseppe Giacosa i Luigi Illica, którzy pracowali także przy Manon Lescaut, jednak nie na taką skalę. Illica pisał scenariusze, a 10 lat starszy Giacosa układał je w wiersz. Puccini ciągle nanosił poprawki, nawet po prapremierze. Podczas prac nad librettem Puccini nie mógł się skupić, gdyż promował swoją poprzednią operę w różnych miastach Europy. W tym czasie rozważał inne tematy na operę, np. Wilczycę Vergi, a także kilkukrotnie przepisywał libretto. W krótkiej przedmowie libreciści wskazali, że chcieli zachować klimat oryginału i nie jest to dokładna adaptacja.
Podobnie jak oryginał, Cyganeria to seria obrazów – luźno powiązanych scen. Każda z nich traktuje o czymś innym i ma inny wydźwięk. Każda postać ma wyraźnie nakreśloną osobowość, tak aby przyciągnąć jak największą liczbę widzów. Początkowo Illica uznał historię za banalną. Pisząc do Ricordiego opisał ją słowami: mamy pisarza i szwaczkę; romansują ze sobą, potem się kłócą, a na końcu ona umiera. To nie jest „Mimì” Murgera. Początkowo akt pierwszy i drugi składały się na jeden, a trzeci został wyrzucony. Opisywał on czwarty rozdział książki, gdzie Musetta organizuje przyjęcie przed swoim domem, kiedy komornicy opróżniają jej nieopłacone na czas mieszkanie. W tym samym czasie Mimì ucieka ze swoim kochankiem.
Duża część libretta luźno opiera się na fragmentach książki. Znaczna część aktów drugiego i trzeciego jest inwencją librecistów, z kilkoma tylko odniesieniami do wydarzeń i postaci u Murgera. Większość aktu pierwszego i czwartego odpowiada książce, chociaż łączy ze sobą fragmenty z różnych rozdziałów. W operze dokonano kilku uproszczeń względem oryginału. Przykładowo postacie Mimì i Francine zostały połączone w jedną postać Mimì. Końcowe sceny pierwszego i czwartego aktu – sceny z Rodolfem i Mimì – są zbliżone w obu wersjach. Historia ich spotkania bazuje na 18 rozdziale, w którym dwoje kochanków mieszkających na poddaszu poznaje się bliżej. W oryginale zamiast postaci Rodolfa i Mimì są Jacques i Francine. Historia śmierci Mimì w operze wywodzi się z dwóch różnych rozdziałów książki, z których jeden dotyczy śmierci Francine, a drugi Mimì.
Opera zrywa z kilkoma stereotypami. Pod koniec sztuki Mimì, główna bohaterka, umiera, co było stałym elementem wielu XIX-wiecznych oper, jednak w ostatnich momentach swojego życia jest otoczona bliskimi. Dodatkowo w porównaniu do innych długich arii tuż przed śmiercią bohaterki, ostatnia kwestia Mimì jest krótka. Kolejnym elementem zrywającym z konwencją jest nieheroiczność postaci męskich (podobnym wyjątkiem był Dick Johnson z Dziewczyny ze Złotego Zachodu). Rodolfo i jego znajomi są ukazani jako biedni i wrażliwi artyści.
Istnieje teoria, że część libretta i jej postacie bazowały na prawdziwych osobach. Zdaniem znajomego Pucciniego, malarza Ferruccio Pagniniego, pierwowzorem Colline ma być on sam, Marcello to Francesco Fanelli, a Rodolfo miał być autobiografią Pucciniego. W 1894 roku kompozytor razem z grupą przyjaciół założył klub dla artystów w północnych Włoszech obok jeziora Massaciuccoli. Sam motyw bohemy według niektórych krytyków ma być inspirowany tym klubem.

### Muzyka
Opera La Bohème nie ma uwertury; jest rozplanowana jako przekomponowana, dramatyczna wielka forma w czterech aktach, a czas jej wykonania to ok. 110 minut. Dzieło Pucciniego to pokolenie po Giuseppe Verdim w czasach weryzmu, jedno z najważniejszych dzieł włoskich oper i oper przełomu wieków. Tekst i muzyka tworzą jedną całość. Materiał tematyczny jest w pełni skoordynowany z akcją sceniczną, w której partie liryczne i sentymentalne przeplatają się z humorystycznymi, żywymi partiami w kontrastowym zestawieniu. W operze pojawia się leitmotiv – powtarzany motyw przewodni, ale nie w symfoniczno-dramatyczny sposób Richarda Wagnera, ale zgodnie z wyraźnym wyczuciem formy Pucciniego w symetrycznie zbudowanych, zamkniętych strukturach, które często składają się tylko z kilku taktów lub krótkich okresów. Na orkiestrowe wprowadzenie i początek opery, Puccini użył fragmentów z Capriccio Sinfonico, swojego egzaminu w konserwatorium w Mediolanie w 1882 roku. Instrumentacja trwała cały 1895 rok, a prace zakończono 10 grudnia.

### Konflikt z Ruggerem Leoncavallem
Zdaniem biografa Pucciniego, Mosca Carnery, zaprzyjaźniony kompozytor Ruggero Leoncavallo wyjawił Pucciniemu pomysł na adaptację Cyganerii i pokazał swoje libretto. Leoncavallo zdecydował się napisać własną operę i obaj muzycy zaczęli rywalizować, co zakończyło ich przyjaźń. Leoncavallo ukończył własną wersję, w której Marcello był śpiewany przez tenora, a Rodolfo przez baryton. Opiera się ona bardziej na pierwowzorze literackim, a Leoncavallo w przeciwieństwie do Pucciniego krytykuje rzekomo radosne, swobodne życie bohemy. 
Opera Leoncavalla nosiła ten sam tytuł, powstała w tym samym czasie (została ukończone rok później i miało premierę w Wenecji w 1897 roku) i praktycznie konkurowała z utworem Pucciniego. Jednak Cyganeria Leoncavalla nie odniosła wielkiego sukcesu i jest rzadko wykonywana.

## Osoby

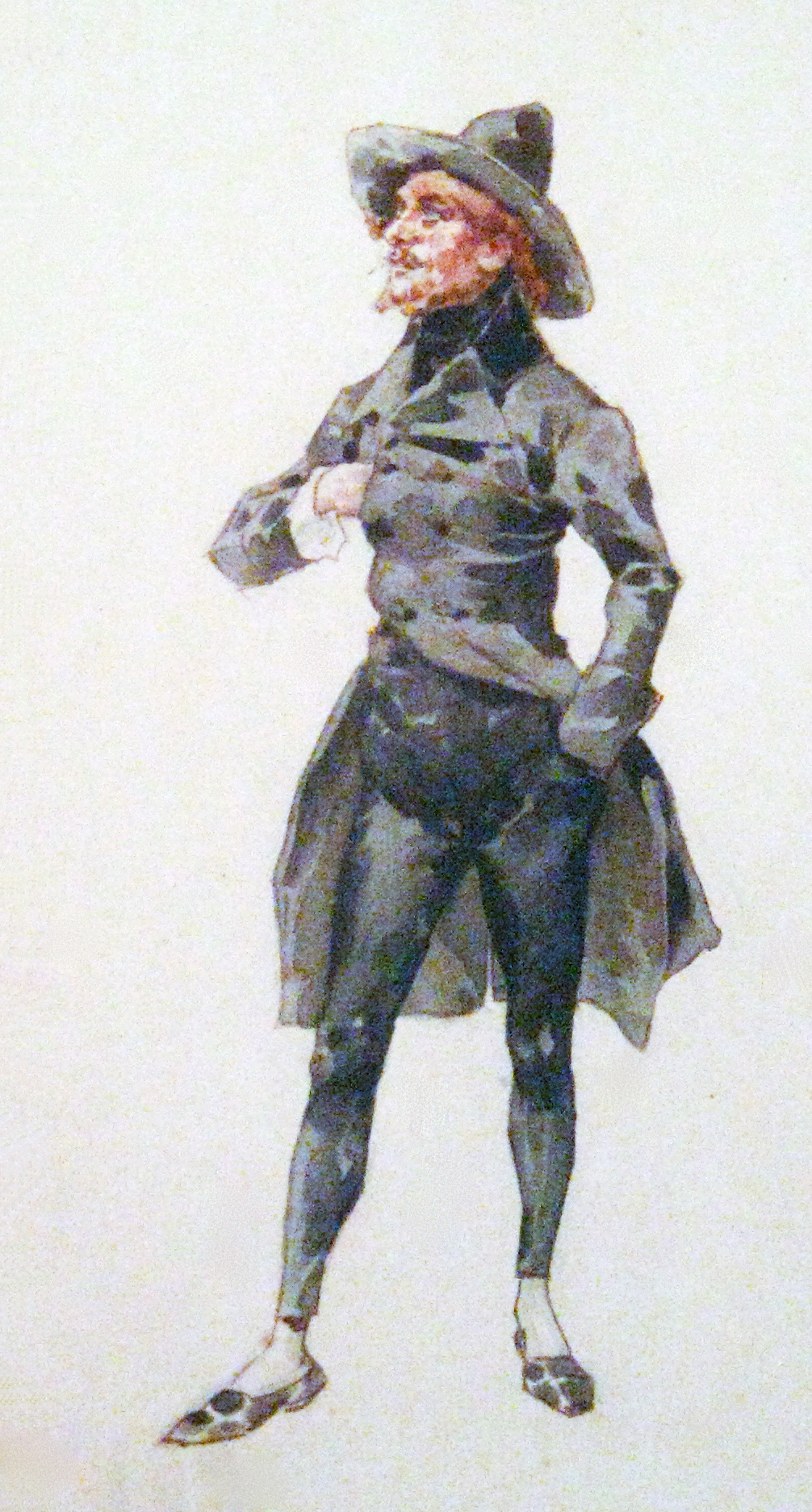
Projekt kostiumu Rodolfo na premierę (1896)

| Rola                          | Głos    | Występujący podczas prapremiery, 1 lutego 1896 (Dyrygent: Arturo Toscanini) |
| ----------------------------- | ------- | --------------------------------------------------------------------------- |
| Rodolfo, poeta                | tenor   | Evan Gorga                                                                  |
| Marcello, malarz              | baryton | Tieste Wilmant                                                              |
| Schaunard, muzyk              | baryton | Antonio Pini-Corsi                                                          |
| Colline, filozof              | bas     | Michele Mazzara                                                             |
| Mimì, hafciarka               | sopran  | Cesira Ferrani                                                              |
| Musetta, śpiewaczka           | sopran  | Camilla Pasini                                                              |
| Alcindoro, radca stanu        | bas     | Alessandro Polonini                                                         |
| Benoît, właściciel kamienicy  | bas     | Alessandro Polonini                                                         |
| Parpignol, sprzedawca zabawek | tenor   | Dante Zucchi                                                                |
| Sierżant                      | bas     | Felice Fogli                                                                |

## Treść

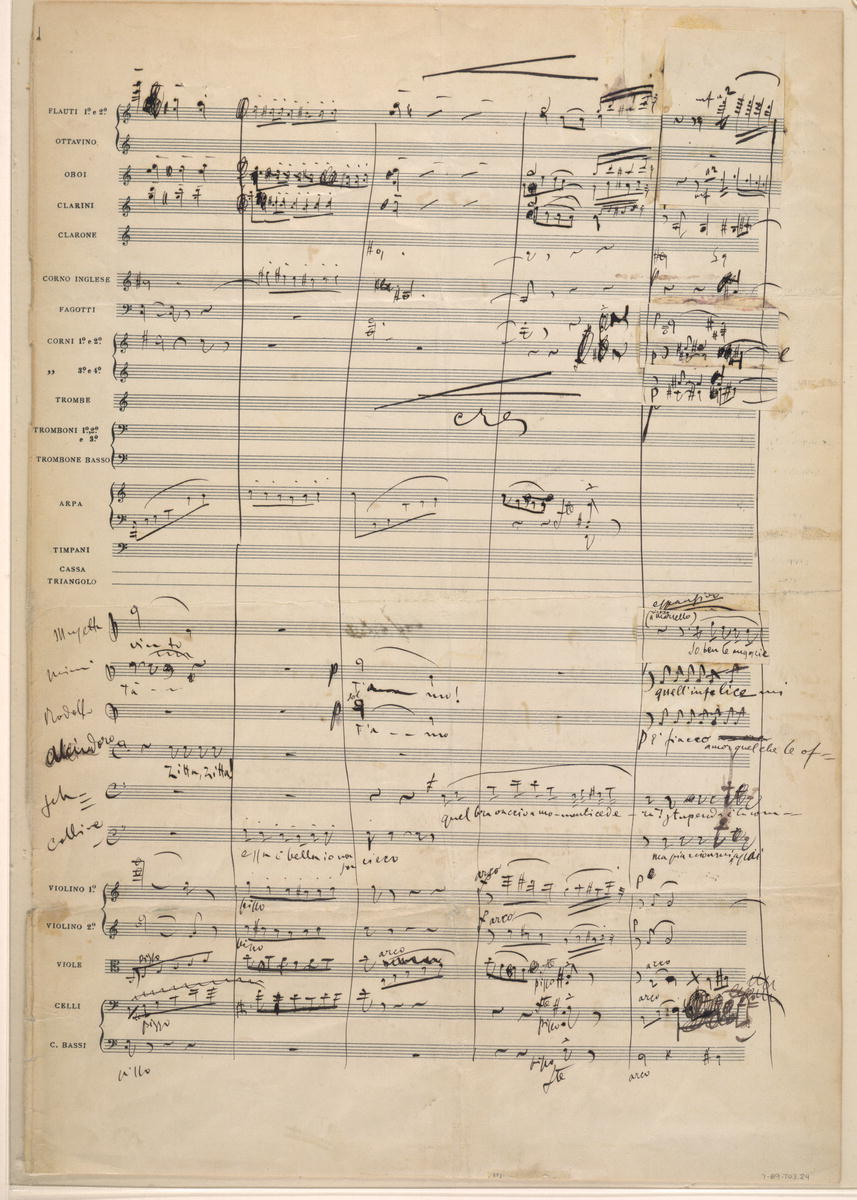
Rękopis libretta, akt II

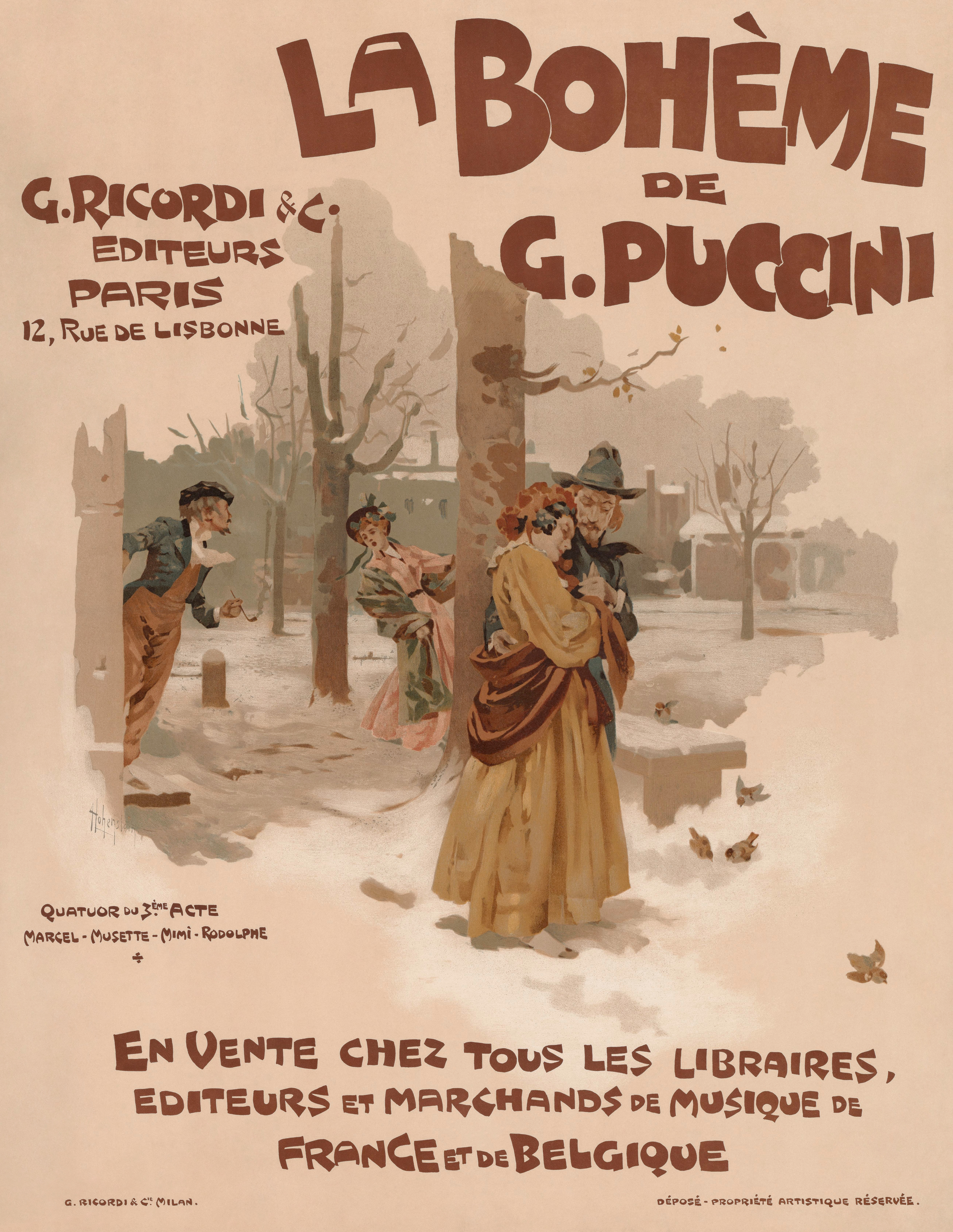
Reklama muzyki do La Bohème Giacomo Pucciniego, przedstawiająca kwartet w trzecim akcie pomiędzy Marcello, Musettą, Mimi i Roldolpho

Źródło: 
Akcja rozgrywa się w Paryżu, ok. 1830 roku

### Akt I
W mansardzie czterech artystów
Marcello maluje, Rodolfo spogląda przez okno. Aby utrzymać ciepło, palą rękopis dramatu Rodolfo. Colline, filozof, wchodzi cały trzęsący się i niezadowolony z niemożliwości oddania pod zastaw kilku książek. Schaunard, muzyk, przybywa z żywnością, drewnem, winem, cygarami i pieniędzmi. Źródło tego bogactwa tłumaczy pracą z ekscentrycznym angielskim dżentelmenem. Przyjaciele prawie nie słuchają jego opowieści, gdyż łapczywie rzucają się na jedzenie. Schaunard przerywa im oświadczając, że wszyscy pójdą świętować jego fortunę do Café Momus. Gdy piją, przybywa po czynsz właściciel domu – Benoît. Częstują go winem. Pijany opowiada o swoich miłosnych przygodach. Gdy przyznaje, że jest żonaty – w komicznym moralnym oburzeniu – artyści wyrzucają go z pokoju bez zapłaty. Pieniądze te dzielą między sobą na hulanki w Dzielnicy Łacińskiej.
Pozostali wychodzą, Rodolfo zostaje na moment sam, aby dokończyć artykuł, który pisze, obiecując jednocześnie, że wkrótce do nich dołączy. Słychać pukanie do drzwi, wchodzi Mimì – hafciarka – mieszkająca w innym pokoju tego samego budynku. Jej świeca gaśnie, nie mając zapałek prosi Rodolfa o pomoc. Dziękuje mu, lecz po kilku sekundach wraca mówiąc, że zgubiła klucze. Obie świece gasną, para potyka się w ciemności. Pragnący spędzić czas z Mimì Rodolfo, gdy znajduje klucze, chowa je do kieszeni udając przy tym niewinnego. Rodolfo przedstawia się i opowiada o sobie (aria Che gelida manina), Mimì opowiada również o swoim życiu i marzeniach (aria Sì. Mi chiamano Mimì), a później zbliżają się w chwili wzajemnego zauroczenia (duet O soave fanciulla). Odchodząc śpiewają o nowo znalezionej miłości. Wreszcie Mimì i Rodolfo podążają za czekającymi przyjaciółmi do Café Momus.

### Akt II
Dzielnica Łacińska
Przed ulicznymi sprzedawcami zebrał się wielki tłum, łącznie z dziećmi. Pojawiają się artyści, czerwoni z radości. Rodolfo kupuje Mimì różowy czepek. Paryżanie plotkują z przyjaciółmi i targują się ze sprzedawcami; dzieci chcą zobaczyć wyroby Parpignol, sprzedawcy zabawek. Przyjaciele wchodzą do Café Momus.
Gdy jedzą, przybywa Musetta – dawna kochanka Marcella. Pojawia się w towarzystwie bogatego (i wiekowego) radcy stanu, Alcindoro. Zwraca się do niego jak do salonowego pieska. Jest oczywiste, że ma go dość. Ku zadowoleniu paryżan, a zakłopotaniu jej towarzysza zaczyna śpiewać risqué w nadziei, że zwróci tym uwagę Marcella. Ten wkrótce płonie z zazdrości. By pozbyć się Alcindora choćby na chwilę, Musetta udaje, że ma ciasny but – wysyła tym samym Alcindora do szewca. Musetta i Marcello wpadają sobie w ramiona i godzą się.
Przyjaciele otrzymują rachunek i ku ich zaskoczeniu okazuje się, że Schaunard nie ma wystarczająco pieniędzy, aby go zapłacić. Sprytna Musetta całą kwotą obciąża konto Alcindora. Słychać dźwięk nadchodzących żołnierzy. Marcello i Colline niosą Musettę na ramionach wśród oklasków widzów. Po ich wyjściu przybywa Alcindoro. Kelner podaje mu rachunek, radca przerażony opada na krzesło.

### Akt III
W punkcie poboru opłat
Obnośni handlarze przechodzą przez rogatki i wkraczają do miasta. Jest wśród nich Mimì, krztusząca się gwałtownie. Próbuje odnaleźć Marcello, który mieszka w małej tawernie w pobliżu karczmarza, dla którego maluje. Gdy go znajduje opowiada mu o swoim ciężkim życiu z Rodolfem, który porzucił ją tamtej nocy. Marcello mówi Mimì, że Rodolfo śpi w środku. Ten budzi się i wychodzi szukać Marcello. Mimì ukrywa się. Słyszy rozmowę przyjaciół, w której Rodolfo tłumaczy porzucenie Mimì jej kokieterią. Wyraża również obawę, że jego ukochana zostanie pokonana przez śmiertelną chorobę (prawdopodobnie gruźlicę). Rodolfo ze względu na ubóstwo, w jakim żyje, niewiele mógłby zrobić, by jej pomóc. Ma nadzieję, że jego udawana nieuprzejmość sprawi, że Mimì znajdzie bogatszego zalotnika. Marcello próbuje uciszyć Rodolfa, lecz Mimì wszystko słyszy. Kaszel zdradza jej obecność. Para śpiewa o utraconej miłości. Planują rozstać się polubownie, lecz ich miłość jest zbyt silna. Obydwoje godzą się na to, aby pozostać razem do wiosny, dopóki świat nie obudzi się do życia. Tymczasem Marcello dołączył do Musetty, para kłóci się zaciekle.

### Akt IV
Mansarda
Marcello i Rodolfo tylko pozornie są w pracy, przede wszystkim myślą o stracie swoich ukochanych. Schaunard i Colline przybywają z ubogim obiadem, parodiują obfity bankiet, wspólny taniec i śpiew. Musetta przybywa z wieściami: Mimì porzuciła bogatego wicehrabiego, z którym związała się wiosną po rozstaniu z Rodolfem. Wędrująca po ulicach i poważnie osłabiona przez chorobę Mimi spotyka Musettę, która przyprowadza ją na poddasze. Wychudzona i blada Mimi wspiera się na krześle. By kupić leki, przyjaciele sprzedają kolczyki Musetty, Colline oddaje pod zastaw płaszcz, aby kupić mufkę na zmarznięte ręce Mimi. Mimì i Rodolfo zostają sami. Przywołują pierwsze spotkanie – świece, zgubiony klucz. Rodolfo wręcza jej różowy czepek, który zachował na pamiątkę ich miłości. Przyjaciele wracają z lekarstwami. Został wezwany lekarz, lecz Mimì jest już nieprzytomna. Podczas gdy Musetta się modli, chora umiera. Jej ciało znajduje Schaunard. Rodolfo wykrzykując imię ukochanej, płacze bezradnie.

## Losy sceniczne

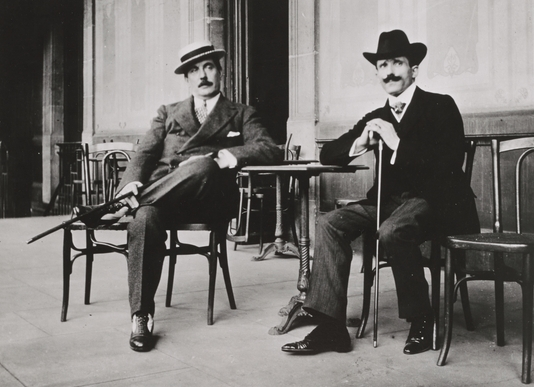
Arturo Toscanini i Giacomo Puccini (1910)

### Premiera
Prapremiera Cyganerii odbyła się w Turynie 1 lutego 1896 roku w Teatro Regio pod dyrekcją Arturo Toscaniniego. Miejsce to narzucił wydawca Ricordi; Wbrew Pucciniemu premiera odbyła się dokładnie 3 lata po wydaniu Manon Lescaut. Odtwórcami głównych ról byli: Evan Gorga (Rodolfo), Cesira Ferrani (Mimì), Tieste Wilmant (Marcello) i Camilla Pasini (Musetta). Pierwsze recenzje były w większości negatywne. Sugerowano jej krótki żywot i krok wstecz dla Pucciniego. Zdaniem krytyków opera zerwała z włoską tradycją i była gorsza od dzieł współczesnych twórców. Część krytyków porównało dzieło do Zmierzchu bogów, opery Wagnera, która miała swoją włoską premierę kilka tygodni wcześniej. Ich zdaniem w porównaniu Cyganeria wypadła blado, a biedni studenci i szwaczka nie są tematem godnym opery. Redaktor mediolańskiej gazety „Il Secolo” określił, że zakończenie nie chwyciło go za serce i życzył kompozytorowi więcej szczęścia w przyszłości.
Odmiennego zdania była publiczność. Podczas premiery aria Rodolfo Che gelida manina była bisowana. Do końca miesiąca Cyganeria została wystawiona w Turynie 24 razy. W maju 1896 roku, na kilka miesięcy po prapremierze opera doczekała się parodii Na bohèma przedstawionej w Neapolu w lokalnym dialekcie.

### Dalsze losy
W 1898 roku w paryskiej Opéra-Comique wystawiono operę po francusku pod nadzorem Pucciniego. W głównych rolach zagrali belgijski tenor Adolphe Maréchal w roli Rodolfo i sopran Julia Guiraudon jako Mimì. Francuska premiera okazała się dużym sukcesem, chwalono dobraną obsadę, kompozycję i fragmenty komiczne. Jednocześnie zarzucono, że opera za bardzo skupia się na wątku miłosnym i powinna nazywać się „Rodolphe et Mimi”. Inni recenzenci stwierdzili, że libreciści trzymali się włoskiej konwencji, w której uwaga widza skupiona jest na wątku głównym odrzucając wszelkie wątki poboczne.
Firma wydawnicza Giulio Ricordiego promowała operę na całym świecie. Jej głównym elementem był plakat autorstwa Adolfo Hohenteina prezentujący głównych bohaterów. Pierwsze wystawienie poza Europą odbyło się w Buenos Aires w czerwcu 1896 roku. Brytyjska premiera miała miejsce w kwietniu 1897 roku w Theatre Royal w Manchesterze, gdzie podczas występu obecny był kompozytor. Występ odebrano negatywnie; angielskie tłumaczenie było niedokładne, a główny tenor miał grypę. Polska premiera odbyła się w Warszawie w 1898 roku. Wystąpili m.in. Janina Korolewiczówna i Wiktor Grąbczewski. Enrico Caruso grał postać Rodolfo m.in. w 1900 (La Scala) i 1904 (Metropolitan).
Redaktor „The New York Times” uznał kompozycję za mało oryginalną, przypominającą inne opery werystyczne. Zastanawiał się, czy muzyka została dobrze dobrana do przedstawionej akcji. W innej recenzji tej gazety redaktor nazwał Mimì prostytutką. Zauważył szerszy problem celebrowania ladacznic w wielu dramatach. Bohaterka została porównana do Violetty z Traviaty Verdiego. Henry Krehbiel z „The New York Tribune” opisał Mimì jako bliźniaczkę Violetty, której melodyjna śmierć uszczęśliwia widza. Opisując całość określił historię jako ohydną, a kompozycję uznał za jałową. Większość recenzentów pozytywnie oceniło śmierć Mimì. Redaktor francuskiej gazety „Le XIX siècle” uznał ją za jedną z najbardziej poruszających i dobrze zrobionych scen w ostatnich latach. Zdaniem recenzenta „The London Daily News” scena była wzruszająca i wyjątkowo odpowiednio krótka. Biograf Arman Schwartz określił Rodolfo jako narcystycznego brutala. Jego zdaniem bohater szpieguje Mimì, gdy ta śpi, nie chce puścić jej ręki i wykazuje tendencje paranoiczne.
W jednej z kolejnych oper Pucciniego, Płaszcz, jeden ze śpiewaków ulicznych śpiewa balladę o Mimì. Do 1951 roku operę wystawiono 1000 razy. Krytyk literacki Fausto Torrefranca wydał w 1912 roku książkę, w której atakuje kompozytora i jego dzieła. Torrefranca nazwał Pucciniego populistą, a jego publiczność z klasy średniej analfabetami. Bohaterowie męscy w tym Rodolfo byli słabi i wrażliwi jak ich twórca. W 1948 roku Stephen Williams w swojej książce Come to the Opera! napisał: „Cyganeria” jest uznaniem młodości, dlatego też trudno ją krytykować i ciężko jej nie lubić. Zdaniem Alexandry Wilson podobnie jak Traviata czy Carmen, Cyganeria jest sztuką dochodową. Opery mogą ją wydawać względnie niskim kosztem i liczyć na dużą frekwencję.
Czas akcji opery jest sporadycznie zmieniany. Najczęściej akcja przenoszona jest do czasów życia Pucciniego, lat 20., 40. i współczesności. Podobne zmiany zachodzą w fabule, bohaterach czy sposobie prezentacji sztuki. W 2012 roku w Norwegian National Opera akcja toczy się w dwóch okresach historycznych: XIX wieku i czasach współczesnych, a Mimì umiera w szpitalu. W 2016 roku Opera Holland Park wystawiła Cyganerię prowadząc akcję od tyłu. Niemiecki reżyser Claus Guth wystawił operę przenosząc miejsce akcji na księżyc. Inspirowany sztuką jest również musical Rent z 1996 autorstwa Jonathana Larsona (główna bohaterka jest narkomanką zakażoną wirusem HIV ). Powód śmierci głównej bohaterki także zmieniał się wraz z upływem czasu. W XX wieku często był to rak, jednak Alexandra Wilson nie wyklucza, że w przyszłości będzie to COVID-19.
Przez całą karierę Pucciniego krytykowano go za częste umiejscowienie oper poza Włochami. Madame Butterfly – Japonia, Dziewczyna ze Złotego Zachodu – Kalifornia, czy Cyganeria – Paryż. Częstym argumentem była zdrada włoskiego dziedzictwa, pomimo tego że Verdi także rzadko umiejscawiał akcję oper w swojej ojczyźnie. Podobny komentarz pojawił się pod kątem muzyki. G. Salvayre z „Gil Blas” napisał, że kompozycja nie przypomina wcześniejszych oper włoskich. Zdaniem D.C. Parkera kompozytor tracił przez stare konwencje literacko-operowe. Prawdziwy poeta powinien mieszkać w rynsztoku, a muzyk na poddaszu. Kiedy artysta dorobi się po udanej premierze, odbiorca staje się wobec niego podejrzliwy. Charles A. Garnier z „La Justice” zauważył inspirację Massenetem i negatywnie ocenił duet miłosny z aktu I, który jego zdaniem za bardzo przypomina ten z Werthera.
Cyganeria jest jedną z najczęściej wystawianych oper na świecie. Współpraca z Giacosą i Illicą była jedną z najbardziej udanych w historii włoskiej opery, dlatego później, mimo różnych dyskusji i sporów podczas pracy nad librettem Cyganerii, pracowali razem także przy operach Tosca i Madame Butterfly. Dzieła te są określane jako wielka trójka Pucciniego. Wraz ze śmiercią Giacosy w 1906 roku wspólna praca dobiegła końca. Podczas wystawiania opery w Rzymie w 1924 roku, w trakcie spektaklu dyrygent z orkiestrą dowiedzieli się o śmierci kompozytora. Zdecydowano się przerwać operę i zagrać marsz pogrzebowy Chopina.

## Nagrania
Opera została nagrana wielokrotnie. Poniższa lista przedstawia tylko niektóre z nich.
- 1918 – Mediolan, Remo Andreini (Rodolfo), Ernesto Badini (Marcello), Aristide Baracchi (Schaunard), Vincenzo Bottone (Colline), Gemma Bosini (Mimì), Adalgisa Giana (Musetta)
- 1964 – Moskwa, Gianni Raimondi (Rodolfo), Rolando Panerai (Marcello), Gianni Maffeo (Schaunard), Ivo Vinco (Colline), Mirella Freni (Mimì), Edda Vincenzi (Musetta)
- 1988 – San Francisco, Luciano Pavarotti (Rodolfo), Gino Quilico (Marcello), Stephen Dickson (Schaunard), Nikołaj Gjaurow (Colline), Mirella Freni (Mimì), Sandra Pacetti (Musetta)
- 2003 – Mediolan, Marcelo Álvarez (Rodolfo), Roberto Servile (Marcello), Natale de Carolis (Schaunard), Giovanni Battista Parodi (Colline), Cristina Gallardo-Domâs (Mimì), Hei-Kyung Hong (Musetta)
- 2007 – Monachium, Rolando Villazón (Rodolfo), Boaz Daniel (Marcello), Stéphane Degout (Schaunard), Vitalij Kowaljow (Colline), Anna Netrebko (Mimì), Nicole Cabell (Musetta)

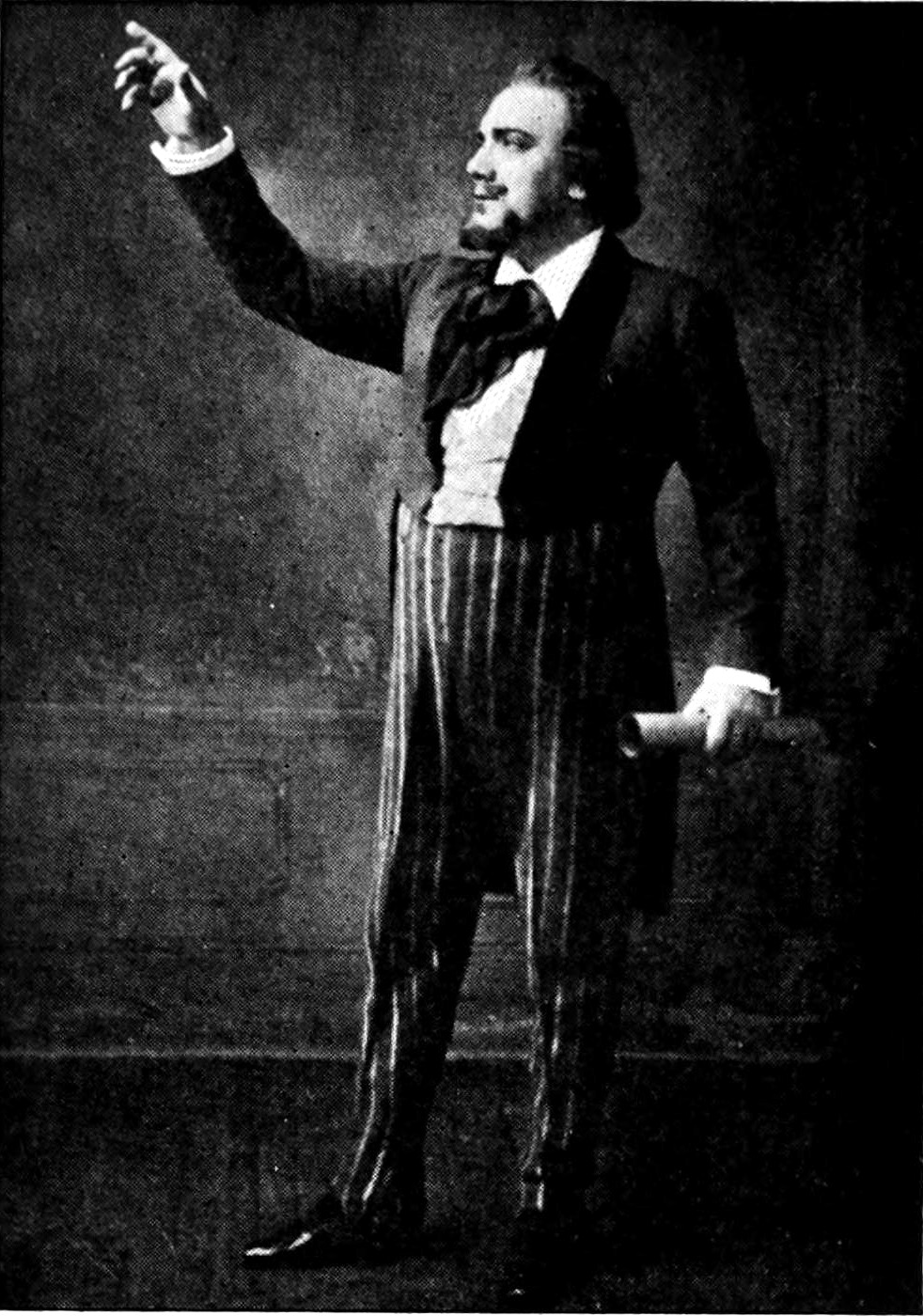
Enrico Caruso jako Rodolfo (1917)
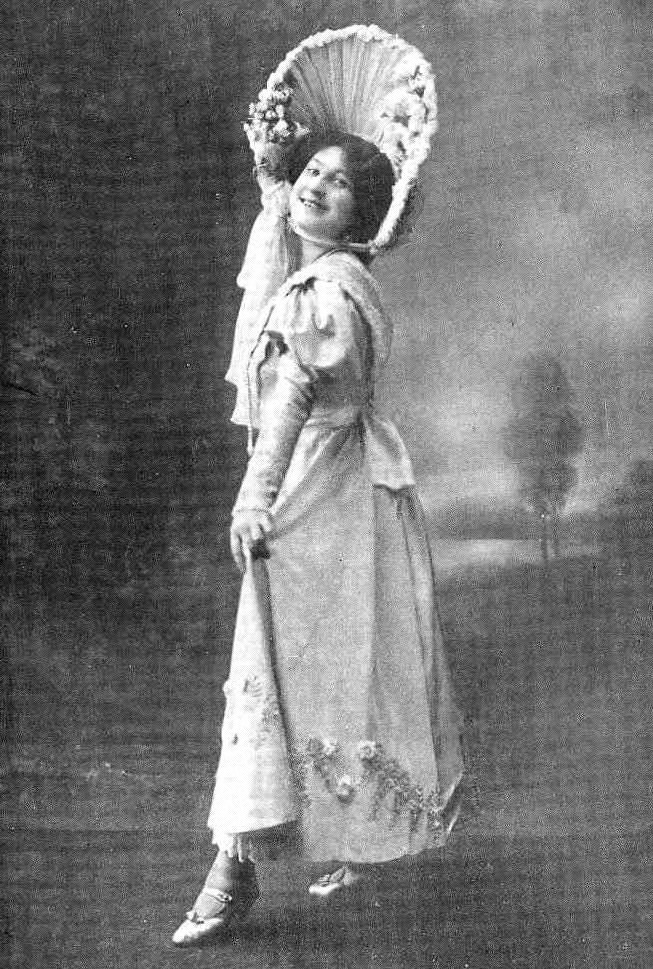
Bella Alten jako Musetta
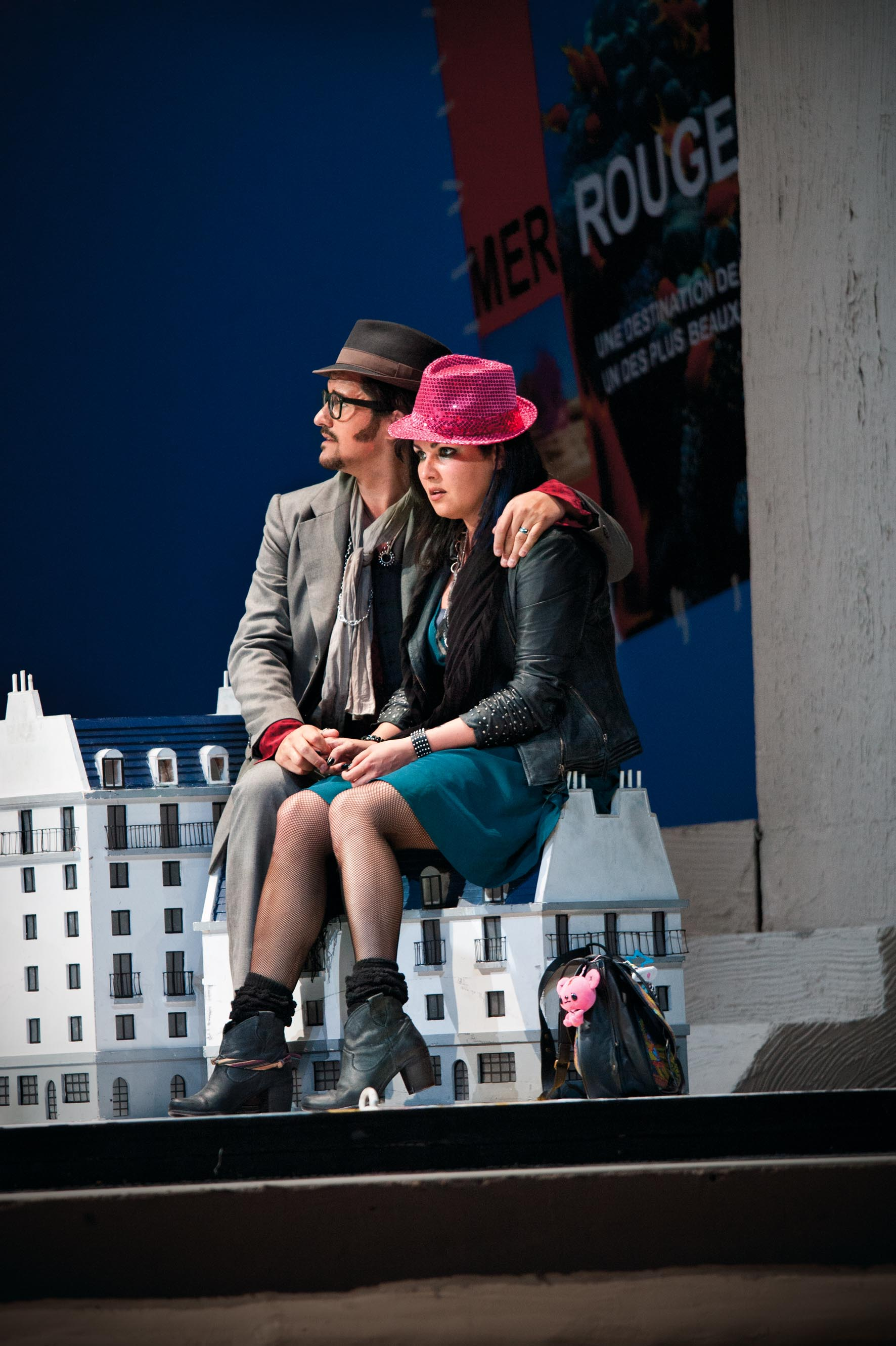
Anna Netrebko jako Mimì i Piotr Beczała jako Rodolfo (2012)

## Adaptacje filmowe
Pierwsze ekranizacje pojawiły się niedługo po premierze. Powstało przynajmniej osiem filmów niemych w latach 1910–1920 opartych na operze. Jeden z odcinków serialu Simpsonowie odwołuje się do opery i żartobliwie pokazuje śmierć Mimì. W jednym z odcinków Buffy: Postrach wampirów grana jest melodia z arii O soave fanciulla. W 2015 roku Mark Dornford-May przeniósł akcję Cyganerii do współczesnej Południowej Afryki. Fragmenty muzyczne śpiewane w lokalnym języku xhosa zostały wzbogacone o regionalne instrumenty np. marimba czy kotły.
Podobnie jak w przypadku nagrań lista jest niekompletna.
- 1926 – La Bohème – John Gilbert (Rodolfo), Lillian Gish (Mimì), Renée Adorée (Musetta)
- 1935 – Mimi – Douglas Fairbanks Jr. (Rodolfo), Gertrude Lawrence (Mimì), Carol Goodner (Musetta)
- 1937 – Zauber der Boheme – Jan Kiepura (Rodolfo), Mártha Eggerth (Mimì)
- 1965 – La Bohème – Gianni Raimondi (Rodolfo), Mirella Freni (Mimì), Adriana Martino (Musetta)
- 1979 – La Bohème – Luciano Pavarotti (Rodolfo), Ileana Cotrubaș (Mimì), Lucia Popp (Musetta)
- 1988 – La Bohème – Luca Canonici (Rodolfo), Barbara Hendricks (Mimì), Angela Maria Blasi (Musetta)
- 2008 – La Bohème – Rolando Villazón (Rodolfo), Anna Netrebko (Mimì), Nicole Cabell (Musetta)

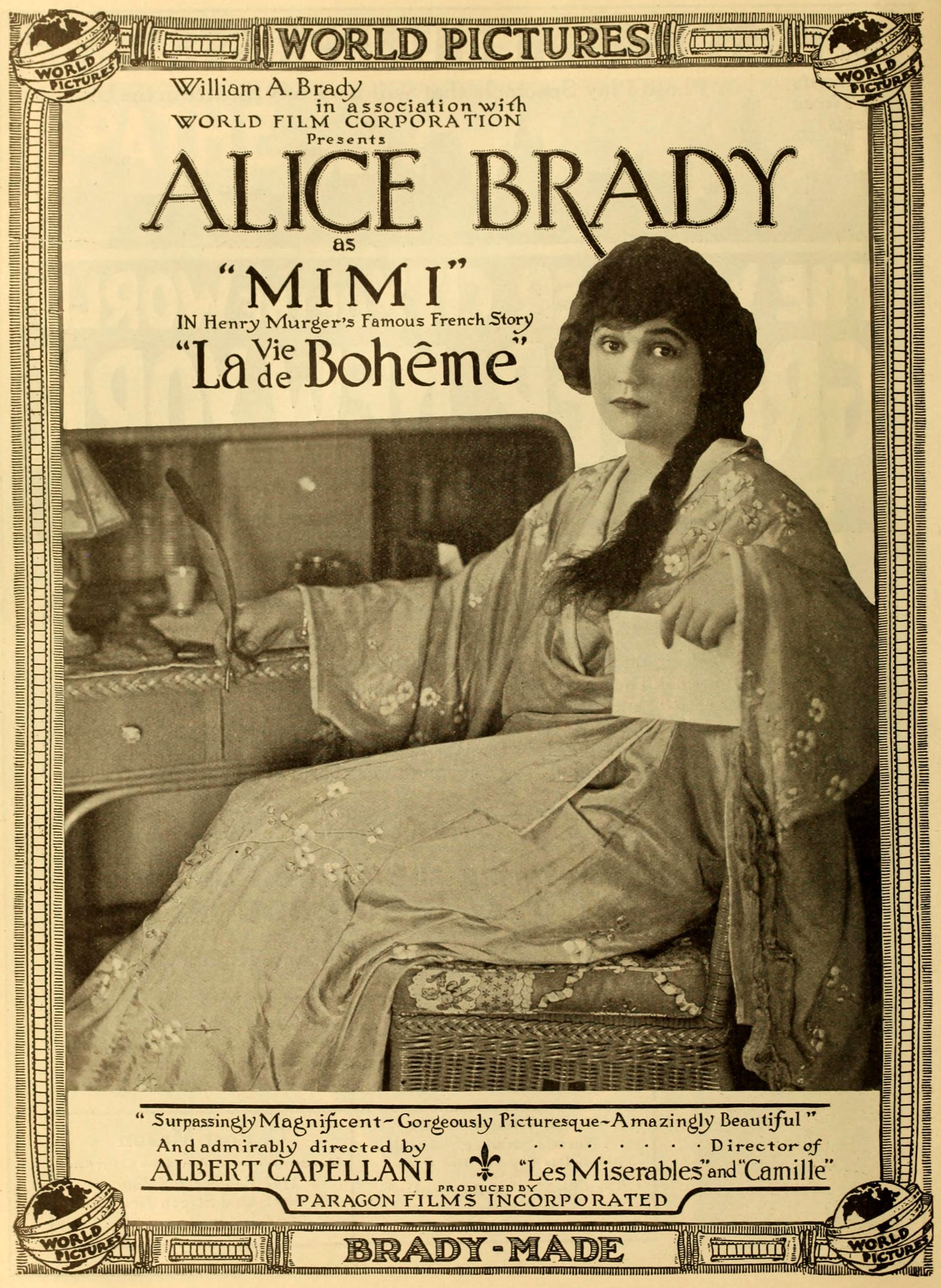
Reklama w „The Moving Picture World” filmu La Vie de Bohême (1916).
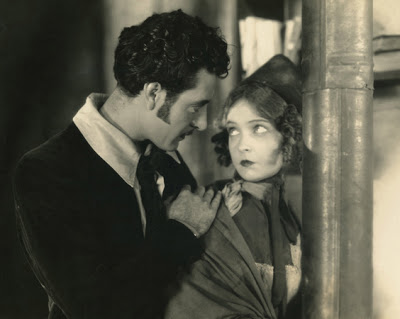
John Gilbert i Lillian Gish scena z filmu La Bohème, 1926
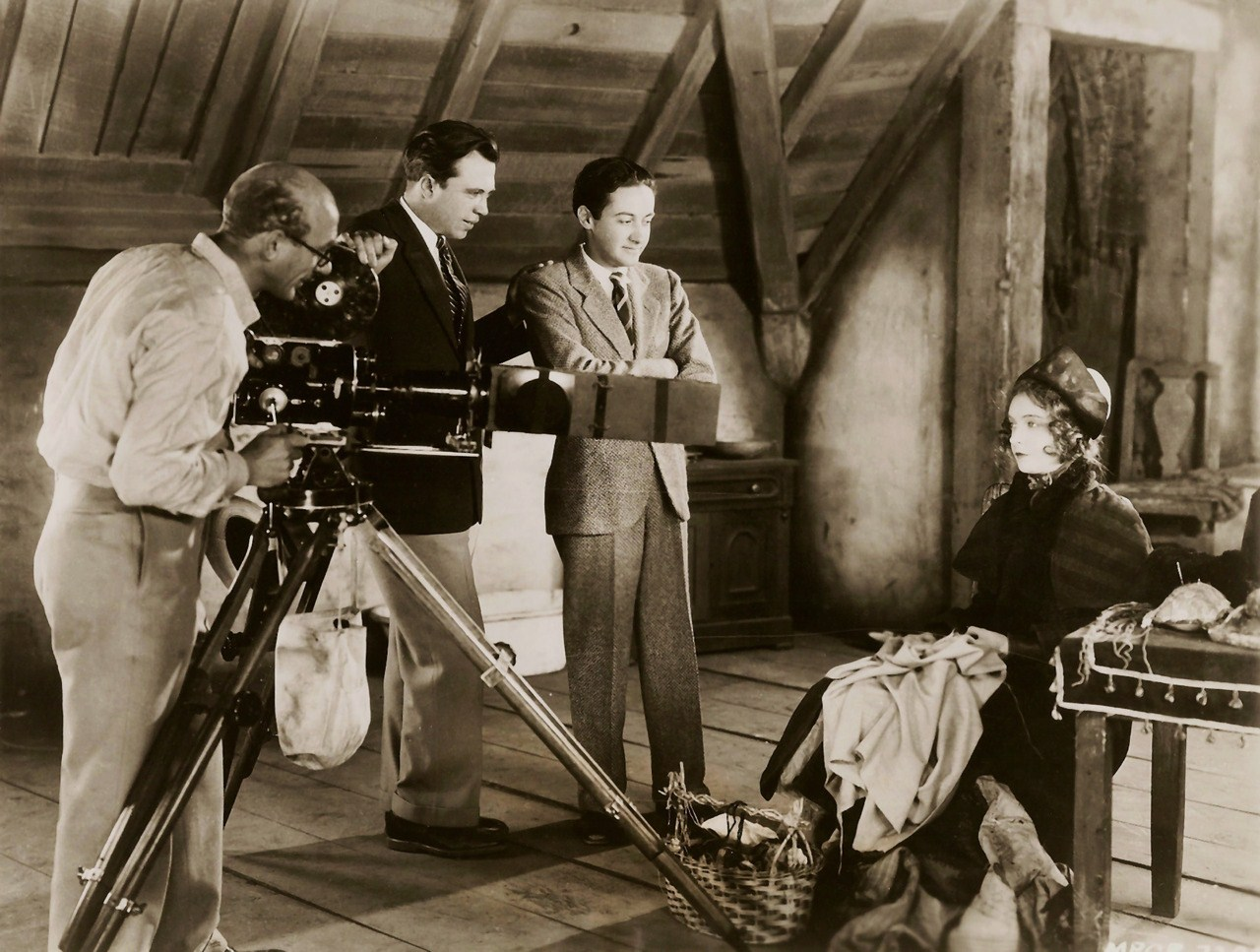
Od lewej: Hendrik Sartov (operator), King Vidor (reżyser), Irving Thalberg (producent) i Lillian Gish, na planie La Bohème